# Músza Ibráhím
Musza Ibrahim (arabul: موسى إبراهيم) politikus, Líbia hírközlési minisztere és a Moammer Kadhafi-vezette rezsim hivatalos szóvivője. Nemzetközi szinten a líbiai polgárháború során vált ismertté.

## Biography
Musza Ibrahim 1974-ben született a kadafa törzs tagjaként, innen származott Kadhafi is. Német feleségétől egy gyermeke van. A 2000-es évek elején az Exeteri Egyetemen politológiát tanult.
A Sky News-nak azt nyilatkozta, hogy 15 évig élt Londonban, így minden utcát ismer, ahogy a brit emberek észjárását is.
2011. augusztus 19-én testvére állítólag meghalt egy Apache helikopter támadásának következtében Závija városában.